# Golfe de Fonseca
Pour les articles homonymes, voir Fonseca.

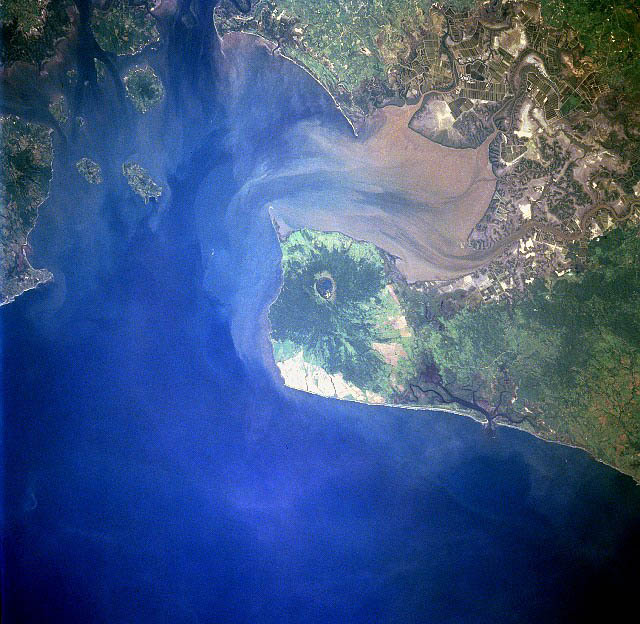
Image satellite de la zone sud du golfe, au centre le volcan Cosigüina.

Le golfe de Fonseca est une entrée de l'océan Pacifique au nord-ouest de l'Amérique centrale. Il est bordé par le Salvador au nord-ouest, le Honduras à l'est, et le Nicaragua au sud.

## Géographie
Le golfe couvre une surface de 3 200 km2. Sa côte s'étend sur 261 km, dont 29 km au Salvador, 185 km au Honduras, et 47 km au Nicaragua. Il est fermé à l'ouest par le volcan Conchagua (ou de la Union) au Salvador et au sud par le volcan Cosigüina au Nicaragua.
Plusieurs îles volcaniques parsèment le golfe. Les plus importantes sont :
- l'île Conchagüita (8,45 km²) appartenant au Salvador ;
- l'île Meanguera (16,68 km²) appartenant au Salvador ;
- l'île Zacatillo appartenant au Salvador ;
- l'île d'El Tigre appartenant au Honduras ;
- l'île Zacate appartenant au Honduras.

Cinq rivières débouchent dans le golfe et forment des zones de mangrove aujourd'hui protégées. Il faut citer notamment le Río Goascorán qui sert de frontière entre le Honduras et le Salvador sur ses 18 derniers kilomètres.

## Climat et végétation
Le climat du golfe est typique des régions tropicales et subtropicales, avec deux saisons distinctes respectivement pluvieuse et sèche. Le golfe reçoit près de 80 % du total de ses précipitations annuelles (1 400–1 600 millimètres) au cours de la saison des pluies de mai à novembre. La saison sèche se situe entre décembre et mai et contribue à un taux d'évaporation annuel de quelque 2 800 millimètres. En raison de ce déficit d'eau, les courants ont tendance à s'écouler de l'océan Pacifique vers l'intérieur des terres, élevant les niveaux de salinité dans les estuaires.
Les températures du golfe se situent entre 25 et 30 °C. Mars et avril sont les mois les plus chauds et novembre et décembre sont les plus froids. L'humidité relative varie entre 65 et 86 %.
La végétation de l'écosystème des zones humides est dominée par des espèces de mangroves. Six espèces de mangroves sont identifiées dans le golfe. Le palétuvier rouge (Rhizophora mangle) est la plus courante et occupe les zones inondées en permanence par les marées. Vient ensuite la mangrove noire (Bruguiera gymnorrhiza) qui pousse sur les sédiments déposés sur la rives des fleuves. La mangrove blanche (Laguncularia racemosa) et le botoncillo (Conocarpus erectus) se trouvent plus à l'intérieur des terres et sont moins submergés par les marées. 
Le site est classé dans la liste Ramsar.

## Histoire
C'est Andrés Niño, pilote du conquistador espagnol Gil González Dávila qui découvre le golfe en 1522 après avoir exploré la côte Pacifique du futur Nicaragua à la recherche d'une route maritime entre l'océan Pacifique et la mer des Caraïbes. Il nomme le golfe du nom de l'archevêque chargé d'organiser la politique coloniale espagnole dans le nouveau monde : Juan Rodríguez de Fonseca.
En 1849, les États-Unis négocient avec le Honduras la possibilité de construire un canal entre la mer des Caraïbes et le golfe. Les Anglais prennent alors possession de l'île d'El Tigre pour protéger leurs intérêts dans la région et sur toute la côte des Mosquitos contre l'influence américaine. Mais ils devront se retirer, les Américains ayant anticipé cette occupation et demandé dans les négociations avec le Honduras une cession temporaire de l'île.
Les problèmes territoriaux concernant les îles impliquent ensuite les trois pays (Salvador, Honduras et Nicaragua) riverains du golfe. Ce n'est qu'en 1992 que les conflits sont résolus grâce à une décision de la Cour internationale de Justice de La Haye. Le contrôle maritime est confié à en cogestion aux trois pays. Il est reconnu la pleine souveraineté sur les îles de Meanguera et Meanguerita au Salvador, et celle du Honduras sur l'île d'El Tigre.